# Daniel Schumann (Fußballspieler)
Daniel Schumann (* 13. Februar 1977 in Weimar) ist ein ehemaliger deutscher Fußballspieler.

## Sportliche Laufbahn

### Vereinskarriere
Nachdem Schumann in seiner Jugend bei der BSG Fortschritt Münchenbernsdorf gespielt hatte, reiste er noch vor dem Mauerfall mit seiner Familie in die Bundesrepublik aus und schloss sich Bayer 04 Leverkusen an. Dort gelang ihm später der Sprung in den Profikader, in dem Schumann in zwei Jahren aber ohne Bundesligaeinsatz blieb. Von 1997 bis 2005 spielte er beim SC Freiburg und bestritt dort 106 Spiele in der 1. und 2. Bundesliga. Zweimal gelang ihm mit dem SC der Aufstieg ins deutsche Oberhaus. Nachdem Freiburg 2005 in die 2. Liga abgestiegen war, verließ Schumann den Verein.
Von 2005 bis 2007 spielte er beim Zweitligisten Kickers Offenbach. Nach mehreren Wochen ohne Verein wurde er im Oktober 2007 vom Regionalligisten FSV Frankfurt verpflichtet. Mit dem FSV stieg er nach dieser Runde in die 2. Bundesliga auf und absolvierte in der Saison 2008/09 zwölf Zweitligaspiele für die Bornheimer. Da sein Vertrag nicht verlängert wurde, war er nach dem Ende der Spielzeit vereinslos. Vom 1. Februar 2010 bis zum 30. Juni 2011 stand er bei der zweiten Mannschaft von Bayer Leverkusen unter Vertrag, ehe er seine Karriere nach einem Knorpelschaden beendete.

### Auswahleinsätze
Zwischen 1997 und 1999 wurde Schumann in acht Partien der deutschen U-21-Nationalelf eingesetzt. Drei Begegnungen waren Teil der Qualifikation für die U-21-EM 2000.

### Erfolge
- Deutscher Vizemeister mit Bayer Leverkusen (1997)
- Aufstieg mit dem SC Freiburg in die 1. Bundesliga (1998, 2003)
- Aufstieg mit dem FSV Frankfurt in die 2. Bundesliga (2008)

## Weiterer Werdegang
Seit 2007 arbeitete er mit seinem Vater Norbert, der in der DDR in der Oberliga gekickt hatte, die Soccer Akademie Schumann und fungierte dort als Trainer. Seit dem Tod des Vaters im Mai 2011 übernahm er die Leitung. Später fungierte Schumann als Nachwuchskoordinator bei Hilal Bergheim.